# Mongoliet i olympiska sommarspelen 1996
Mongoliet deltog i de olympiska sommarspelen 1996 med en trupp bestående av 16 deltagare, varav en tog en bronsmedalj.

## Medaljer

### Brons
- Dorzjpalamyn Narmandach - Judo, extra lättvikt

## Boxning
Bantamvikt
- Davaatseren Jamgan
  - Första omgången — Besegrade Oscar Chongo (Zambia), 13-7
  - Andra omgången — Besegrade Ki-Woong Bae (Sydkorea), 11-10
  - Kvartsfinal — Förlorade mot Raimkul Malakhbekov (Ryssland), 9-21

Fjädervikt
- Naramchogt Lamgen
  - Första omgången — Förlorade mot Ulugbek Ibragimov (Uzbekistan), domaren stoppade tävlingen

## Bågskytte
Damernas individuella
- Jargal Otgon - 32:a plats, 44:e plats (0-1)

## Friidrott
Herrarnas diskuskastning
- Dashdendev Makhashiri
  - Kval — 59.16m (→ gick inte vidare)

Damernas maraton
- Erkhemsaikhan Davaajargal — 3:19,06 (→ 63:e plats)